# Bacteria yersiniana
Bacteria yersiniana är en insektsart som beskrevs av Henri Saussure 1868. Bacteria yersiniana ingår i släktet Bacteria och familjen Diapheromeridae. Inga underarter finns listade.